# Elettariopsis elan
Elettariopsis elan är en enhjärtbladig växtart som beskrevs av Chong Keat Lim. Elettariopsis elan ingår i släktet Elettariopsis och familjen Zingiberaceae. Inga underarter finns listade i Catalogue of Life.